# Piranga leucoptera
A Piranga leucoptera  a madarak osztályának verébalakúak (Passeriformes) rendjébe és a  kardinálispintyfélék (Cardinalidae) családjába tartozó faj.

## Rendszerezése
A fajt Trudeau írta le 1839-ben, a Pyranga nembe Pyranga leucoptera néven.

## Alfajai
- Piranga leucoptera ardens (Tschudi, 1844)
- Piranga leucoptera latifasciata Ridgway, 1887
- Piranga leucoptera leucoptera Trudeau, 1840
- Piranga leucoptera venezuelae J. T. Zimmer, 1947[2]

## Előfordulása
Mexikó, Belize, Costa Rica, Guatemala, Honduras, Nicaragua, Salvador, Panama, Bolívia, Brazília, Kolumbia, Ecuador, Guyana, Peru és Venezuela területén honos. Természetes élőhelyei a szubtrópusi vagy trópusi síkvidéki és hegyi esőerdők, lombhullató erdők, valamint másodlagos erdők. Állandó, nem vonuló faj.

## Megjelenése
Testhossza 13 centiméter, testtömege 13–20 gramm.
|  |  |

## Életmódja
Gyümölcsökkel és bogyókkal táplálkozik, de néha rovarokat is fogyaszt.

## Természetvédelmi helyzete
Az elterjedési területe rendkívül nagy, egyedszáma ugyan csökken, de még nem éri el a kritikus szintet. A Természetvédelmi Világszövetség Vörös listáján nem fenyegetett fajként szerepel.